# VeriChip
VeriChip je radioidentifikacijski čip (RFID), koji se može ugraditi u ljudsko tijelo. Proizvodi ga američko poduzeće „VeriChip Corporation“, koje je podružnica tvrtke Applied Digital.
VeriChip je prvi radioidentifikacijski čip kojega je američka organizacija za hranu i lijekove (FDA) dozvolila za ugradnju u ljudsko tijelo. Dopuštenje je izdano 2002. godine. Veličine je kovanice, otprilike dvostruko veći od zrna riže. Iako nije potrebno, može se ugraditi u razne dijelove tijela, no može se postaviti u nakit, sat i slično. Ima jedinstveni 16-znamenkasti broj. Broj se može očitati pomoću odgovarajućeg čitača. Postupak ugradnje u tijelo može se obaviti u običnoj liječničkoj ordinaciji, pod anestezijom. Kada se ugradi, nije vidljiv. Vijek trajanja je neograničen.
Može se koristiti kao sredstvo plaćanja, ako su podaci o kreditnoj kartici pohranjeni na čip, te za očitavanje raznih drugih pohranjenih podataka.
U siječnju 2006., 68 američkih bolnica počelo je koristiti VeriChip. Neke su od njih odustale zbog teškoća i kritika. U svijetu čip posjeduje oko 2000 ljudi. U veljači 2006., jedna američka tvrtka prva je počela koristiti ovaj čip u svoje poslovne svrhe.
Kao i ostali RFID čipovi, uređaj je uključen samo u neposrednoj blizini čitača, koji ga tako napaja energijom, i ne može funkcionirati bez njega.

## Kritike
Podrška uređaju dolazi zbog njegove primarne namjene, a to su situacije kada je potrebna hitna medicinska pomoć, prilikom koje bi očitavanje podataka o pacijentu pomoglo u njegovom spašavanju.
Protivnici ovog čipa boje se moguće zlouporabe privatnosti i korištenja čipa kao sredstva motrenja. Postoji zabrinutost da bi se korisnike moglo neovlašteno nadzirati, kao što se to može činiti pomoću nadzornih kamera ili prisluškivanjem mobitela. Za sada je to moguće pomoću VeriChipa, no samo ako je korisnik blizu odašiljača (skenera).
Podaci pohranjeni na VeriChipu nisu kriptirani i može ih očitati svatko tko posjeduje čitač, a moguće je i napraviti kopiju podataka.

## Vanjske poveznice
- http://www.verichipcorp.com  Arhivirana inačica izvorne stranice od 15. siječnja 2010. (Wayback Machine) - službene stranice tvrtke VeriChip